# 13 fantome (film din 1960)
13 fantome (titlu original: 13 Ghosts) este un film american din 1960 regizat de William Castle. Este creat în genurile horror supranatural. Rolurile principale au fost interpretate de actorii Jo Morrow, Rosemary DeCamp, Martin Milner, Donald Woods și actorul copil de 12 ani, Charles Herbert. Scenariul este scris de Robb White. Filmul a fost refăcut de Dark Castle Entertainment în 2001, ca Thirteen Ghosts (13 fantome).
Filmul a fost lansat în 1960 împreună cu The Electronic Monster sau cu Battle in Outer Space.

## Distribuție
- Charles Herbert - Buck Zorba
- Jo Morrow - Medea Zorba
- Rosemary DeCamp - Hilda Zorba
- Martin Milner - Benjamin Rush
- Donald Woods - Cyrus Zorba
- Margaret Hamilton - Elaine
- John van Dreelen - Van Allen
- William Castle - Rolul său
- David Hoffman - Messenger
- Roy Jenson - fantoma Dr. Plato Zorba

## Lansare și primire
A avut încasări de 1,5 milioane $ în SUA și Canada.